# 大亞洲主義
大亞洲主義是中華民國國父孫中山在1924年11月28日因應神戶商業會議所等五團體之邀請，在日本神户高等女子学校的一篇演講。此篇演講由孫中山親自登台演講，並由黃昌穀負責記錄。該篇演說內容，是應孫中山的三民主義的民族主義中，對於反帝國主義與對外國「濟弱扶傾」思想上的發揮。

## 概要

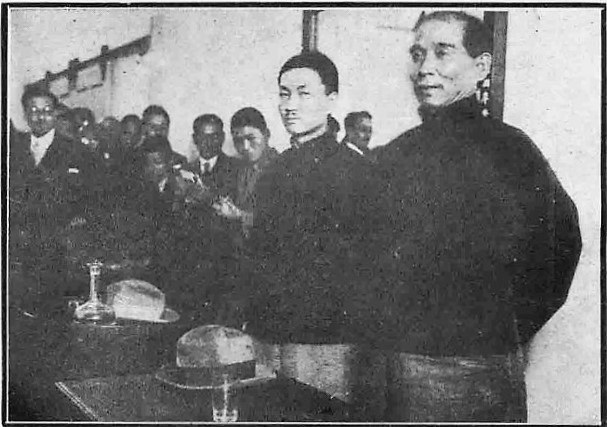
孫中山在日本神戶高等女子學校演講（左方為戴季陶）

孫中山認為，亞洲文化是世界上最古老的文化，其中包含哲學、宗教、倫理和工業的文化，就連同西方的羅馬、希臘文化中一部份的文化都是由亞洲傳過去的。直到最近，也就是20世紀亞洲才開始由強盛逐漸衰微，但是當亞洲國家逐漸受到西方強權侵略之時，亞洲出現復興曙光，也就是日本。日本在擺脫了不平等條約之後，在日俄戰爭又大敗列強。鼓舞了亞洲各國獨立運動，也駁斥了白人優越主義。
從東西文化來說，西方是仰仗「船堅炮利」的霸道文化，而亞洲是「以德懷人」的王道文化。日本身為率先擺脫殖民的國家，應當負起責任協助亞洲各國抵禦西方的侵略，求一切民眾和平等解放的文化。在最後再次強調「……做西方霸道的鷹犬，或是做東方王道的干城，就在你們日本國民去詳審慎擇。」尤其是以中國，中日是同種同文的國家，是兄弟之邦，以歷史和地位講起來，中國是兄，日本是弟。日本應當協助中國擺脫不平等條約。

## 後續
而在會後，孫中山命李烈鈞在日本宣傳主張成立「亞洲大同盟」，以抵禦西方的帝國主義侵略，如果遭到日本政府打壓，則可知道日本政府對於此事件的誠意。
而這個主張，被後來的日本軍國主義所拒拆，反而借亞細亞主義為名，发动大东亚战争，引發第二次世界大戰。

### 引用
1. ↑  在神戶講演「大亞洲主義」 （页面存档备份，存于），羅家倫 主編：國父年譜，四增補版，pp.1572-1574
2. ↑  .   [2015-08-15]. （原始内容存档于2016-03-05）.
3. ↑  孫中山講：大亞洲主義 （页面存档备份，存于），秦孝儀 主編：國父全集，第三冊，pp.535-542
4. ↑  孫中山講：日本應助中國廢除不平等條約 （页面存档备份，存于），秦孝儀 主編：國父全集，第三冊，pp.542-545
5. ↑  张军民：孙中山大亚洲主义思想再认识 （页面存档备份，存于），《学术研究》2002年第10期
6. ↑  致李烈鈞囑仍留日本為發起亞洲大同盟宣傳電 （页面存档备份，存于），秦孝儀 主編：國父全集，第五冊，pp.544
7. ↑  中華百科全書：大亞洲主義[]